# Den Gouden Appel
Den Gouden Appel is een voormalig handelshuis aan de Vleesstraat in de binnenstad van de Nederlandse plaats Venlo.

## Geschiedenis
Vermoedelijk werd het pand gebouwd in de 14e of vroege 15e eeuw, waarbij in de 21e eeuw de kelder nog grotendeels uit die tijd stamt.
Vermoedelijk werd in de late 15e eeuw, of in de periode rond 1500, het bovenste deel van het pand gebouwd.
In de late 18e eeuw en in de Belgische periode (1830-1839) werden enkele aanpassingen aan het pand verricht. Zo werd het huidige schildeinde aangebracht, de borstwering werd opgemetseld en in de achtergevel werden op de begane grond en eerste en derde verdieping eenvoudige kozijnen geplaatst.

## Gebouw
Het gebouw heeft vier bouwlagen met daarop een zadeldak dat aan de straat een schildeind heeft. De frontgevel heeft drie traveeën en is opgetrokken in baksteen met mergelstenen raamlijsten en gevellijsten. De vensters zijn segmentboogvormig.
De in gave conditie verkerende laddertrap stamt uit de late middeleeuwen. Vermoedelijk diende de begane grond en eerste verdieping als woongedeelte, de kelder en de andere verdiepingen als opslagplaats. De kelder heeft een tongewelf.